# Theodosius-dinasztia
A Theodosius-dinasztia uralkodócsalád volt a Római-, a Nyugat-, és a Keletrómai (Bizánci) Birodalomban 378-tól Nyugatrómai Birodalomban 455-ig, a Keletrómai (Bizánci) Birodalomban 457-ig.
| Portré | Uralkodó                                                           | Uralkodott         | Megjegyzés                                                                  |
| ------ | ------------------------------------------------------------------ | ------------------ | --------------------------------------------------------------------------- |
|        | I. (Nagy) Theodosius (*347. január 11. †395. január 17. 48 évesen) | 378-395 (~16 évig) | Ő volt az utolsó, aki újra tudta egyesíteni a Római Birodalmat, 392-395-ig. |

| Portré | Uralkodó                                                        | Uralkodott        | Megjegyzés |
| ------ | --------------------------------------------------------------- | ----------------- | --- |
|        | Arcadius(* 377 † 408. május 1. 31 évesen)                       | 395-408 (13 évig) | I. Theodosius a végakarata szerinti felosztása a 17 Arcadius éves és a 10 éves Honorius közt véglegesnek és a birodalom története szempontjából döntőnek bizonyult. Keleten az eltérő belső fejlődés és a sajátos külpolitika. A kereszténységet elterjesztette, tiltotta és üldözte a pogány kultuszokat. Az ortodoxiát erősítette meg az ariánusokkal szemben. |
|        | II. Theodosius(* 401. április 10. † 450. július 28. 42 évesen ) | 408-450 (42 évig) | Szelíd, tudatos, könnyen uralható ember volt, hagyta, hogy kormányát rokonai és miniszterei irányítsák. Arcadius keleti császár (uralkodott 383–408) fiaként 402-ben társcsászárrá nevezték ki, és apja 408-ban bekövetkezett halála után Keletrómai Birodalom egyedüli uralkodója lett. Eleinte a tehetséges Anthemius praetorianus prefektus volt a fiatal Theodosius régense. Anthemius 414-ben felhagyott a régensiséggel, s a császár nővére, Pulcheria megkapta az augusta címet, és átvette a régensséget. Uralkodása alatt a kormány irányítása Theodosius kezében maradt. |
|        | Marcianus(* 392/396 † 457. január 26. 61–65 évesen)             | 450-457 (7 évig)  | Figyelemreméltó: Attilával szemben igen bátran viselkedett. Nemhogy az évi adót megtagadta, még III. Valentinianus nyugatrómai császárt is gyámolította az Attila ellen folytatott harcban. |

| Portré | Uralkodó                                                      | Uralkodott                      | Megjegyzés |
| ------ | ------------------------------------------------------------- | ------------------------------- | --- |
|        | Honorius(* 384. szeptember 9. † 423. augusztus 15. 38 évesen) | 395-423 (28 évig)               | Negyedszázados uralkodása Róma történetének legkatasztrofálisabb időszakai közé tartozott. Uralma alatt több mint hétszáz év után először idegen seregek bevették Rómát, Britannia gyakorlatilag elszakadt a birodalomtól, és megindult a katonailag és gazdaságilag összeroppant Nyugatrómai Birodalom fél évszázados hanyatlása majd bukása. |
|        | III. Constantius(* 370 körül † 421. szeptember 2.)            | 421 II. 8.-IX. 2. (~ 2 hónapig) | Honorius társcsászára. |
|        | Ioannes († 425 májusa)                                        | 423-425 (2 évig)                | Trónbitorló császár 423-tól 425-ig. |
|        | III. Valentinianus(* 419. július 2. † 455. március 16.)       | 425-455 (29 év)                 | Apja Flavius Constantius patrícius volt, aki 421-ben III. Constantius néven társcsászárként uralkodott. Fia nevében 437-ig Galla Placidia kormányozta a birodalom nyugati felét, bár Aëtius hadvezér fokozatosan átvette tőle az irányítást. Valentinianus 437-ben feleségül vette II. Theodosius keletrómai császár lányát, s az élvezeteket hajszolta, míg Aëtius és Leó pápa kiadta a híres 17-es császári rendeletet. |
|        | Petronius Maximus(* 396 † 455. május 31. 59 évesen)           | 455 III. 17. V. 31. (2 hónap)   | III. Valentinianus 455-ös meggyilkolása után a Theodosius-háznak nem volt férfi örököse, és egyetlen kiemelkedő hadvezér sem állt rendelkezésre, aki elfogadható utódot jelölhetett volna ki. A trón jövendőbeli birtokosáról ezért ellentétes vélemények alakultak ki. Egyes vezéri személyiségek egy bizonyos Maximianust támogattak, aki egy egyiptomi kereskedő fia és Aetius gazdasági intézője volt. Ha lett volna idő a keleti uralkodó, Marcianus megkérdezésére, akkor sokkal valószínűbb, hogy egy másik személyiséget, Majorianust (aki később császár lett) támogatta volna. |
|        | Anthemius (* 420 körül † 472. július 11. ~52 évesen)          | 467–472 (5 év)                  | Marcianus bizánci császár veje volt, és Marcianus utódja, I. Leó bizánci császár nevezte ki nyugatrómai császárrá. Leónak az volt a célja, hogy Anthemius segítse őt az észak-afrikai vandálok ellen vezetett háborúkban. |
|        | Olybrius (* 430 körül † 472. november 2. ~42 évesen)          | 472 VII. 11. XI. 2. (~4 hónap)  | 472-ben Ricimer nevezi ki Anthemius meggyilkolása után. I. Leó kelet-római császár nem ismerte el nyugatrómai császárnak. 472. augusztusban meghalt Ricimer, akit fia, Gundobad követett a katonai vezetői székben. 472. november 2.-án Olybrius meghalt vízkórban. |

Tehát a Theodosius-dinasztiabeli uralkodók uralma alatt a Nyugatrómai Birodalom hanyatlott, míg a Keletrómai Birodalom virágzott.[forrás?]